# Aphirape riparia
Aphirape riparia là một loài nhện trong họ Salticidae.
Loài này thuộc chi Aphirape. Aphirape riparia được María Elena Galiano miêu tả năm 1981.